# David Tomlinson
Pour les articles homonymes, voir Tomlinson.
David Tomlinson est un acteur britannique né le 7 mai 1917 à Henley-on-Thames (Oxfordshire) et mort le 24 juin 2000 à Londres, quartier de Westminster.
Il est notamment connu pour ses rôles dans des productions des studios Disney :
Georges Banks dans le film Mary Poppins, Emelius Brown dans L'Apprentie sorcière et l'antagoniste dans Un amour de Coccinelle (The Love Bug).

## Biographie
Jeune, il sert dans la Royal Air Force pendant la Seconde Guerre mondiale et survit à un crash aérien[réf. nécessaire].
Son autobiographie, Luckier Than Most, a été publiée en 1990.

### Vie privée
David Tomlinson a été marié une première fois avec Mary Lindsay Hiddingh, fille du vice président de la New York Life Insurance Company, mais elle s'est suicidée le 2 décembre 1943, quelques mois après leur mariage.
Il a été marié 47 ans à l'actrice Audrey Freeman, avec laquelle il a eu quatre fils : David Jr., William, Henry et James.

## Filmographie partielle
- 1941 : Mariage sans histoires (Quiet Wedding) d'Anthony Asquith : John Royd
- 1948 : Miranda de Ken Annakin : Charles
- 1949 : Marry Me! de Terence Fisher : David Haig
- 1950 : Si Paris l'avait su (So Long at the Fair) d'Antony Darnborough et Terence Fisher : Johnny Barton
- 1951 : Le Retour de Bulldog Drummond (Calling Bulldog Drummond) de Victor Saville : Algernon Longworth
- 1951 : Hotel Sahara de Ken Annakin : le capitaine Puffin Cheyne
- 1952 : Castle in the Air (en) de Henry Cass : le comte de Locharne
- 1956 : Trois hommes dans un bateau (Three Men in a Boat) de Ken Annakin : J
- 1957 : En avant amiral ! (Carry On Admiral) de Val Guest : Tom Baker
- 1963 : Tom Jones de Tony Richardson : Lord Fellamar
- 1964 : La Cité sous la mer (City Under the Sea) de Jacques Tourneur : Harold Tufnell-Jones
- 1964 : Mary Poppins de Robert Stevenson : George Banks
- 1966 : Le Liquidateur de Jack Cardiff : Quadrant
- 1969 : Un amour de Coccinelle de Robert Stevenson : Peter Thorndyke
- 1971 : L'Apprentie sorcière de Robert Stevenson : Pr Emelius Browne
- 1975 : Bons baisers de Hong Kong d'Yvan Chiffre : Sir John Mac Gregor
- 1978 : Les Enfants de la rivière (The Water Babies) de Lionel Jeffries : Sir John
- 1979 : Dominique de Michael Anderson : l'avocat
- 1980 : Le Complot diabolique du docteur Fu Manchu (The Fiendish Plot of Dr Fu Manchu) de Piers Haggard : Sir Roger Avery